# Transcription de Nadeliaev
La transcription de Nadeliaev, appelée Transcription phonétique universelle unifiée (Универсальной унифицированной фонетической транскрипции – УУФТ – en russe), est un système de transcription phonétique développé par Vladimir Mikhaïlovich Nadeliaev et publié en 1960. Elle est relativement peu utilisée en raison de positions théoriques controversées.

## Symboles
|                    | Labiale   | Labiale        | Apicale  | Apicale           | Apicale          | Apicale    | Palatale | Post-palatale | Vélaire | Uvulaire | Glottale   | Glottale   | Épiglottale | Laryngale |
|                    | Bilabiale | Labio- dentale | Laminale | Apico- alvéolaire | Post- alvéolaire | Rétroflexe | Palatale | Post-palatale | Vélaire | Uvulaire | Supérieure | Inférieure | Épiglottale | Laryngale |
| ------------------ | --------- | -------------- | -------- | ----------------- | ---------------- | ---------- | -------- | ------------- | ------- | -------- | ---------- | ---------- | ----------- | --------- |
| Occlusive          | p b       | p₂ b₂          | t̪ d̪      | t̮ d̮               | ṭ ḍ              | ʈ ɖ        | ћ ђ      | * *           | k ɡ     | q *      | * *        | ʠ *        | ƥ ɓ         | ʔ ʕ       |
| Occlusive nasale   | m̭ m       | ɱ̭ ɱ            | n̪̭ n̪      | n̮̭ n̮               | ṇ̭ ṇ              | ɳ̭ ɳ        | ɲ̭ ɲ      | * *           | ŋ̭ ŋ     | ꞑ̭ ꞑ      | ƞ̭ ƞ        |            |             |           |
| Fricative          | φ β       | f v            | θ̪ ð̪ ʃ̪ ʒ̪  | θ̮ ð̮ ʃ̮ ʒ̮           | ʃ̣ ʒ̣ ɹ̱̣            |            | ç j̠      | * *           | x ɣ     | χ ƣ      | * *        | h ɦ        | ɥ           | ʡ ʢ       |
| Spirante           | β᳟         | v᳟              |          |                   | ɹ̣                |            | j        | *             | ɣ᳟       | ƣ᳟        | *          |            |             |           |
| Fricative arrondie | * w       |                | s̪ z̪      | s̮ z̮               | ṣ ẓ              | ʂ ʐ        |          |               |         |          |            |            |             |           |
| Spirante arrondie  | w᳟         |                | z᳟̪        | z᳟̮                 |                  |            |          |               |         |          |            |            |             |           |
| Latérale           |           |                |          | ɬ̮                 | ɬ̣                |            | λ̭        |               | l͏̧       |          |            |            |             |           |
| Latérale arrondie  |           |                |          | l̮                 | ḷ                |            | λ        |               |         |          |            |            |             |           |
| Battue             | pᷓ bᷓ       |                |          | r̮̭                 | ṛ̭                |            |          |               |         | χᷓ ƣᷓ      | * *        |            |             |           |
| Battue arrondie    |           |                |          | r̮                 | ṛ                | ɽ          |          |               |         | *        |            |            |             |           |

|   | Antérieure |     | Centrale |     | Postérieure |
| - | ---------- | --- | -------- | --- | ----------- |
| 1 | i y        | * u̱ | ɯ̈ ü      | ɯ̇ u̇ | ɯ u         |
| 2 | ɪ ʏ        | ꭠ ʊ̱ | ъ̈ ʊ̈      | ъ̇ ʊ̇ | ъ ʊ         |
| 3 | e ø        | ɘ o̱ | ɤ̈ ö      | ɤ̇ ȯ | ɤ o         |
| 4 | ɛ œ        | ɜ ɔ̱ | ʌ̈ ɔ̈      | ʌ̇ ɔ̇ | ʌ ɔ         |
| 5 | æ ꭂ        | ə ꭥ̱ | ə ꭥ̱      | α̇ ꭥ̇ | α ꭥ         |
| 6 | a ꜵ        | ɐ ɒ̱ | ɐ ɒ̱      | ɑ̇ ɒ̇ | ɑ ɒ         |